# 노랑입술박쥐
노랑입술박쥐(Vespadelus douglasorum)는 애기박쥐과에 속하는 박쥐의 일종이다. 오스트레일리아에서만 발견된다.

## 특징
작은 박쥐로 몸길이가 35~44mm이고 전완장은 34.3~37.8mm이다. 꼬리 길이는 35~38mm이고 발 길이는 4.8~6.1mm, 귀 길이는 11~12.5mm이다. 몸무게는 최대 6g이다. 털은 길고, 등 쪽은 밝은 회색부터 올리브-황색까지 다양한 색을 띤다. 배 쪽은 밝은 회색이다.

## 생태
동굴 또는 건물 안에 최대 80마리씩 무리를 지어 생활한다. 수면 위를 나는 곤충을 주로 포획하여 먹는다. 11월과 12월 사이의 우기가 시작되는 시기에 한 번에 적은 수의 새끼를 낳는다.

## 분포 및 서식지
오스트레일리아 웨스턴오스트레일리아주 킴벌리 지역에 널리 분포한다. 열대 숲에서 서식한다.